# Cosmic Voyage
Cosmic Voyage é um documentário no estilo curta-metragem de 1996 produzido no formato IMAX, dirigido por Bayley Silleck, produzido por Jeffrey Marvin e narrado por Morgan Freeman. O filme foi apresentado pela Smithsonian Institution's National Air and Space Museum,
e exibiu em IMAX por teatros do mundo todo.  O filme foi disponibilizado ao público privado em DVD.

## Sinopse
"Cosmic Voyage" tem um formato semelhante da National Film Board of Canada "Cosmic Zoom", e da IBM clássico"Powers of Ten" vídeo educacional. O filme leva os espectadores a uma viagem através de quarenta e duas ordens de magnitude, com início em uma festa na Itália expandindo até a borda do universo observável.  A visão volta a terra, e depois com um zoomem uma gota de chuva em uma folha, até o nível das partículas sub-atomicas os ("quarks").
Além disso, o filme oferece algumas dicas breves sobre a Teoria do Big Bang , buracos negros, e o desenvolvimento do nosso Sistema Solar.  Também simula uma viagem através  da Fermilab Tevatron um acelerador de partículas em Chicago, onde uma colisão de átomo é descrita.

## Prêmios
"Cosmic Voyage"  foi nomeado para aÓscar de 1997 na categoria de Melhor Documentário de Curta Metragem.